# Marcella Sembrich

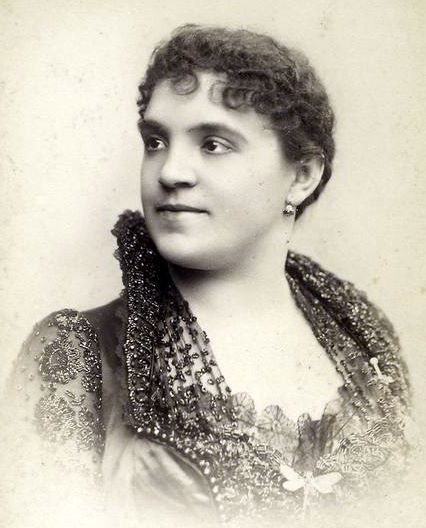
Marcella Sembrich.

Marcella Sembrich (ursprungligen Praxede Marcelline Kochánska; Sembrich är mödernenamnet),  född den 15 februari 1858 nära Lemberg i Galizien, död den 11 januari 1935 i New York, var en polsk-österrikisk sångerska.
Marcella Sembrich utbildade sig först till pianist för Stengel i Lemberg och Epstein i Wien samt därefter för far och son Lamperti i Milano till sångerska. Hon blev dessutom skicklig violinist. År 1877 gifte hon  med sin förre lärare Wilhelm Stengel och debuterade samma år i Aten, som Lucia i "Puritanerna", med stor framgång. 
Marcella Sembrich var 1878–1880 anställd vid hovoperan i Dresden och vann därefter utomordentliga triumfer på gästspels- och konsertresor till nästan alla Europas storstäder samt i Amerika. I Stockholm gav hon konserter 1893, hon tilldelades då medaljen Litteris et Artibus. Hon utnämndes till österrikisk och preussisk kammarsångerska.
Marcella Sembrich "företräder", skriver Eugène Fahlstedt i Nordisk Familjebok, "god italiensk sångstil; hon utmärker sig genom den yppersta tonrenhet, mild och skär klangfärg hos den höga sopranrösten, ett fulländadt legato och en koloraturfärdighet, som bl. a. i stackatopassager söker sin like. Föredraget eger mera smak och finess än poetiskt djup."